# Ernst Julius Amberg

Ernst Julius Amberg (1913)

Ernst Julius Amberg (* 6. September 1871 in Zürich; † 15. März 1952) war ein Schweizer Mathematiker. Er war 1897 einer der Organisatoren des ersten Internationalen Mathematikerkongresses in Zürich.

## Leben
Amberg studierte Mathematik am Polytechnikum in Zürich mit dem Lehrerdiplom 1894. Er wurde 1897 an der Universität Zürich bei Adolf Hurwitz promoviert (Über einen Körper, dessen Zahlen sich rational aus zwei Quadratwurzeln zusammensetzen). Als Assistent am Polytechnikum gehörte er zu den Organisatoren des ersten Internationalen Mathematikerkongresses, wobei er zunächst für Johann Jakob Rebstein einsprang und schliesslich Sekretär wurde. Weitere Mitglieder waren Hurwitz, Hermann Minkowski, Karl Geiser und Jérôme Franel. Danach war er Lehrer an der Kantonsschule Frauenfeld und ab 1903 Nachfolger von Walter Gröbli als Gymnasialprofessor in Zürich. 1916 bis zum Ruhestand 1938 war er Direktor des Gymnasiums. Im Zweiten Weltkrieg nahm er nochmals seine Lehrertätigkeit auf. Daneben arbeitete er auch als Versicherungsmathematiker, ab 1912 als Lehrbeauftragter und ab 1918 als Titularprofessor an der ETH Zürich. Er lehrte dort bis 1938 unter anderem Mathematikdidaktik und hielt auch Vorlesungen an der Universität Zürich.
Ausser seiner Dissertation veröffentlichte er nur über Versicherungsmathematik.
Er war begeisterter Bergsteiger und sechs Jahre lang Leiter der Sektion Zürich des Schweizer Alpen-Clubs. Er war verheiratet, hatte aber keine Kinder.